# Žanibek-chán
Žanibek-chán, plným jménem Äbu Saïd Jänıbek Bahadür Han bïn Baraq Sultan (kazašsky: Әбу Саид Жәнібек Баһадүр хан бин Барақ сұлтан) (1428-1480) byl spolu s Kerej-chánem zakladatelem Kazašského chanátu a jeho druhým vládcem (chánem), v letech 1474 –1480. Byl synem Barak-chána, vládce Zlaté hordy z let 1423 až 1429; jeho rodokmen sahá až k Čingischánovi. Měl devět synů, nejstarší Kasym-chán se stal čtvrtým panovníkem Kazašského chanátu.
Koncem 50. let 14. století se asi 200 000 nomádů v čele s Žanibekem a Kerejem (podle některých zdrojů byli bratři, ale není to zcela jisté) oddělila od Uzbeckého chanátu, jemuž vládl Abu'l Chajr-chán. Odešli do Mogolistanu a usadili se v údolích řek Chu a Talas. Chán Mogolistanu se s nimi spojil a nabídl jim podporu. Abu'l Chajr-chán proti nim v roce 1468 podnikl vojenské tažení, ale na cestě do Mogolistanu náhle zemřel. Nahradil ho jeho syn Šejch Hajdar, ale ten byl brzy zavražděn sibiřským chánem Ibakem. Tohoto mocenského vakua Žanibek a Krej využili a založili nový stát, Kazašský chanát. Kerej usedl na trůn jako první a pověřil Žanibeka správou západní části země. Když Kerej padl v boji s Uzbeky, zřejmě roku 1474, nastoupil na trům Žanibek.
Žanibek získal čestný titul „Az“, což znamená „moudrý“. Je tak někdy nazýván Az-Žanibek.
Nesmí být zaměňován s Džanibekem, chánem Zlaté hordy z let 1342 až 1357.
1. června 2010 byl v Astaně odhalen pomník Kereje a Žanibeka od sochaře Renata Abenova. Celková výška pomníku od základny po korunu praporu je 12 metrů, výška stojící postavy Žanibeka-chána je 5,25 m, výška sedící postavy Kereje-chána je 4 metry. Hmotnost pomníku je 16,2 tuny.